# 阿亚库乔大区
阿亞庫喬大區（Departamento de Ayacucho）是秘魯中南部的一個大區，位於安第斯山脈。面積43,814.8平方公里，2007年人口619,338人。首府阿亞庫喬。
1822年4月26日建區。下分11省111區。2005年曾試圖以公投方式與伊卡大區和萬卡韋利卡大區合併但不獲通過。